# Martin Short
Martin Hayter Short (ur. 26 marca 1950 w Hamilton) – kanadyjsko-amerykański aktor, komik i scenarzysta.

## Życiorys

### Wczesne lata
Urodził się w Hamilton w prowincji Ontario w rodzinie katolickiej jako syn Olive (z domu Hayter), skrzypaczki i koncertmistrzyni, i Charlesa Patricka Shorta, dyrektora korporacji. Miał dwóch braci: David Short zmarł w wieku 12 lat, a Michael Short został scenarzystą. Uczęszczał do Westdale Secondary School w Hamilton. W 1970, kiedy miał 20 lat zmarli jego rodzice. W 1972 ukończył kierunek Social Work na McMaster University w Hamilton.

### Kariera
Początkowo miał być pracownikiem socjalnym, zanim w 1972 w Toronto wziął udział w produkcji Godspell z Eugene Levy, Gildą Radner, Victorem Garberem i Andreą Martin. W latach 70. XX wieku występował w teatrze muzycznym i kabarecie. Drogę do prawdziwej kariery otworzył mu angaż do popularnych programów NBC: Second City Television (1982–1983) i Saturday Night Live (1984–1985).
Następnie trafił na kinowy ekran, gdy reżyser John Landis powierzył mu rolę podstępnego kowboja-bohatera Neda Nederlandera w komedii Trzej amigos (1986) ze Steve’em Martinem i Chevym Chase’em. W komedii science-fiction Joego Dantego Interkosmos (1987) u boku Dennisa Quaida i Meg Ryan zagrał hipochondrycznego urzędnika spożywczego Safeway. W komedii Charlesa Shyera Ojciec panny młodej (1991) wystąpił jako Franck Eggelhoffer.
W 1993 debiutował na Broadwayu w musicalu Dziewczyna na pożegnanie z Bernadette Peters. W 1999 otrzymał Tony Award jako najlepszy aktor w musicalu Little Me wg komedii Neila Simona, gdzie wystąpił jako Noble Eggleston, Amos Pinchley, Benny Buchsbaum, Val du Val, Fred Poitrine, Otto Schnitzler, Książę Cherney i Drunk.

## Życie prywatne
22 grudnia 1980 poślubił aktorkę Nancy Dolman. Mają troje dzieci: córkę Katherine (ur. 1983) oraz dwóch synów – Olivera (ur. 1986) i Henry’ego (ur. 1990). Nancy Dolman zmarła 21 sierpnia 2010 w wieku 58 lat po walce z rakiem jajnika.

## Filmografia
- Statek miłości (1977–1986; serial TV) jako Melvin (gościnnie)
- Trzej amigos (1986) jako Ned Nederlander
- Interkosmos (1987) jako Jack Putter
- Trójka uciekinierów (1989) jako Perry
- Kawał kina (1989) jako Neil Sussman, agent Nicka
- Pechowi szczęściarze (1991) jako Eugene Proctor
- Ojciec panny młodej (1991) jako Franck Eggelhoffer
- Kapitan Ron (1992) jako Martin Harvey
- Opowieść o dinozaurach (1993) – Stubbs (głos)
- Clifford (1994) jako Clifford Daniels
- Ojciec panny młodej II (1995) jako Franck Eggelhoffer
- Zakochany pingwin (1995) – Hubie (głos)
- Marsjanie atakują! (1996) jako Jerry Ross
- Z dżungli do dżungli (1997) jako Richard Kempster
- Książę Egiptu (1998) – Huy (głos)
- Merlin (1998) jako Frik
- Mumford (1999) jako Lionell Dillard
- Alicja w Krainie Czarów (1999) jako Szalony Kapelusznik
- Prawo i bezprawie (1999-; serial TV) jako Sebastian Ballentine (gościnnie)
- Sztuka rozstania (2001) jako dr Desmond Forrester Gates
- Planeta skarbów (2002) – B.E.N. (głos)
- 101 dalmatyńczyków II. Londyńska przygoda (2003) – Lars (głos)
- Barbie jako księżniczka i żebraczka (2004) – Preminger (głos)
- Jiminy Glick w Lalawood (2004) jako Jiminy Glick
- Śnięty Mikołaj 3: Uciekający Mikołaj (2006) jako Jack Frost
- Kroniki Spiderwick (2008) – Thimbletack (głos)
- Zbrodnie po sąsiedzku (2021– ; serial TV) jako Oliver Putnam[10]